# 2 Brygada Jazdy
2 Brygada Jazdy (2 BJ) – wielka jednostka jazdy Wojska Polskiego II RP.

## Formowanie i walki
W lutym 1919 Naczelne Dowództwo Wojska Polskiego podjęło decyzję o tworzeniu związków taktycznych kawalerii. Jako  pierwsza, w ramach grupy „Bug” gen.
Jana Romera,  utworzona została 1 Brygada Jazdy ppłk. Beliny-Prażmowskieg, a w marcu, na bazie Grupy Zaniemeńskiej, utworzono 2 Brygadę Jazdy. Na dowódcę brygady wyznaczony został gen. Józef Lasocki, lecz stanowiska tego nie objął. Pierwszym jej dowódcą został płk Obuch-Woszczatyński. 2 BJ weszła w skład Frontu Litewsko-Białoruskiego gen. Szeptyckiego.
W maju 1919 Ministerstwo Spraw Wojskowych w porozumieniu z Naczelnym Dowództwem Wojska Polskiego zaplanowało sformowanie pięciu brygad jazdy, w tym 2 Brygadę Jazdy w składzie 4., i 10 pułk ułanów i sformowany na bazie dywizjonu jazdy kresowej 15 pułk ułanów oraz 2 dywizjon artylerii konnej.
Brygada sformowana została w połowie 1919 roku w Grupie Operacyjnej płk. Władysława Sikorskiego.
Walczyła w składzie: 3, 4, 10 puł i bateria 2 dak. Od kwietnia 1920 roku podlegała dowódcy 1 Armii. Od sierpnia 1920 roku wchodziła w skład Grupy Operacyjnej Dolnej Wisły. 
Na linii demarkacyjnej brygada działała w rej. Głębokiego. 
Wiosną 1921 roku, na bazie wojennej 2 Brygady Jazdy w DOK II, sformowana została II Brygada Jazdy z miejscem postoju dowództwa w Równem.

### Mapy walk brygady

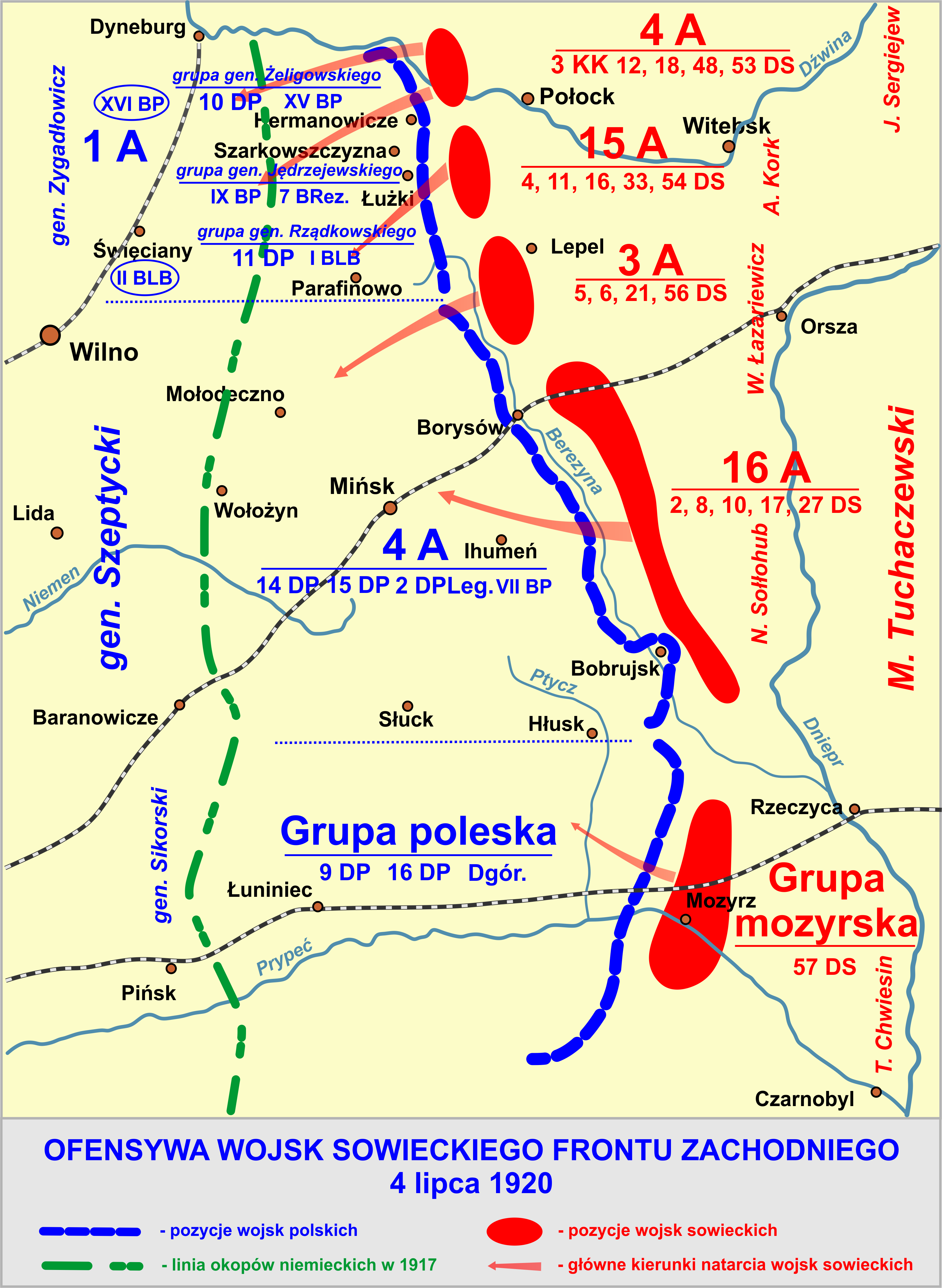
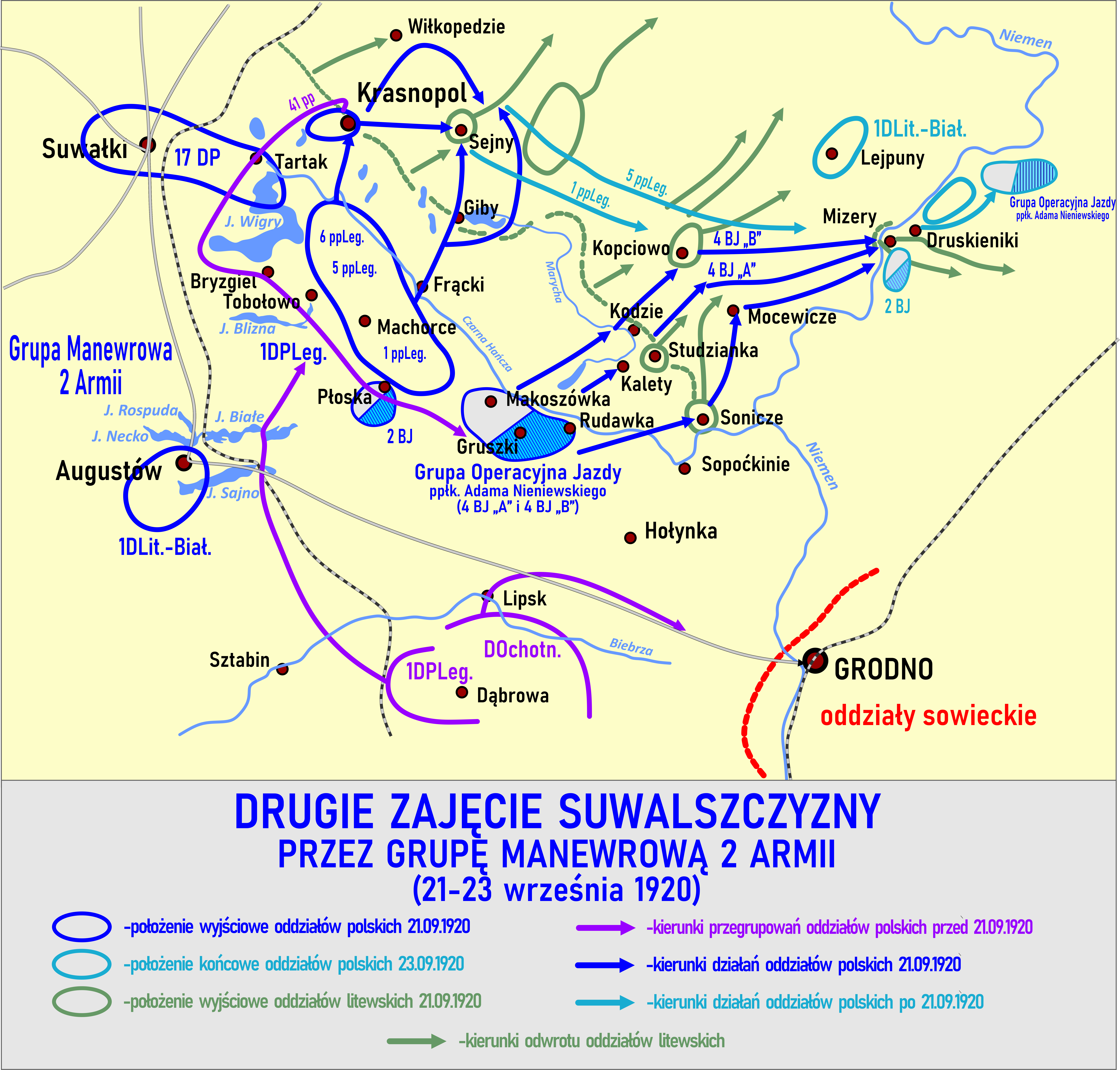
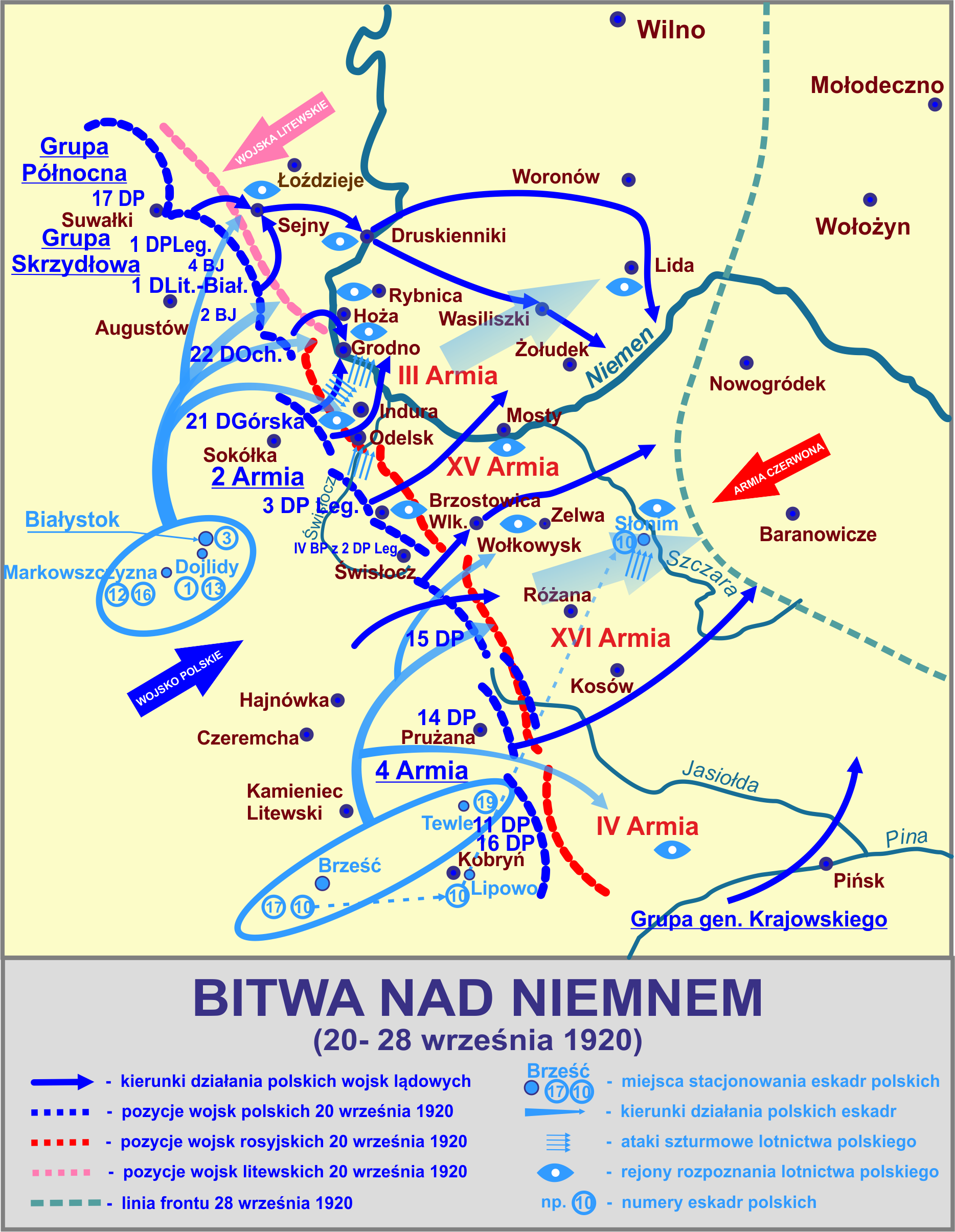

## Struktura organizacyjna
| V 1919         | X 1920         |
| -------------- | -------------- |
| 4 pułk ułanów  | 4 pułk ułanów  |
| 10 pułk ułanów | 10 pułk ułanów |
| 15 pułk ułanów |                |
| 2 dak          | 3/4 dak        |

## Żołnierze brygady
Dowódcy brygady
- płk Stanisław Rawicz-Dziewulski (14 IV – )[6]
- gen. ppor. Józef Lasocki
- tyt. gen. ppor. Zdzisław Kostecki (25 IX 1919 - 6 IX 1921)
- płk Stefan Strzemieński (wrzesień - grudzień 1920)

Oficerowie brygady:
- Adam Fryszberg

## Struktura organizacyjna
Organizacja w październiku 1920
- Dowództwo 2 Brygady Jazdy
- 4 pułk Ułanów Zaniemeńskich (był w strukturze 2 BJ także we wrześniu 1919[9]
- 10 pułk Ułanów Litewskich(był w strukturze 2 BJ też (1919 - III 1920)[10]
- 3/4 dywizjonu artylerii konnej (była od 26 VIII 1920)[11]